# Lotus Software
A Lotus Software, korábbi nevén Lotus Development Corporation egy massachusettsi szoftvercég, melyet Mitch Kapor és Jonathan Sachs alapított 1982-ben, nem sokkal az IBM PC megjelenése után, a Lotus 1-2-3 szoftver értékesítésére. (Ez a szoftver időben megelőzte a Microsoft Excel táblázatkezelőjét.) Jim Manzi 1984-ben csatlakozott a céghez és azt jelentős világcéggé fejlesztette.
Az 1990-es évek közepén 91 értékesítési irodát tartott fenn 37 országban.
A cég legismertebb termékét, a Lotus Notes-t 1989-ben kezdte forgalmazni. Ma igen jelentős szereplője a közigazgatási szektor informatikai beruházásainak, mivel a Lotus Notes és annak kiszolgálója, a Lotus Domino szerver kulcsrakész megoldásokat tartalmaz egy munkaszervezet workflow-követési és csoportmunka-megoldásaira. A Lotusnak komplett irodai alkalmazáscsomagja is van (Lotus SmartSuite) szövegszerkesztővel, táblázatkezelővel.
1995-ben az IBM 3,5 milliárd dollárért megvásárolta a céget. 2001 táján az IBM átvette a munkavállalókat és a korábbi cég megszűnt. A Lotus ma egyszerűen az IBM védjegye.